# Friedhelm Schwarze
Friedhelm Schwarze (* 30. Dezember 1953) ist ein ehemaliger deutscher Fußballspieler. Der Verteidiger spielte für Borussia Dortmund in der Fußball-Regionalliga West, in der 2. Bundesliga sowie in der Bundesliga.

## Karriere
Schwarze, er kam aus der BVB-Jugend und hatte am 9. April 1972 beim UEFA-Qualifikationsspiel in Osterode gegen Dänemark beim 5:2-Sieg der deutschen Jugendnationalmannschaft verteidigt, stand ab 1972/73 im Lizenzspielerkader des BVB. Neben dem Jugendspieler kamen auch noch die externen Neuzugänge Horst Bertl, Peter Czernotzky, Helmut Nerlinger, Klaus Ondera und Helmut Schmidt zur Borussia. In seiner ersten Spielzeit, Dortmund war gerade in die Zweitklassigkeit abgestiegen, lief er in der Regionalliga West in 16 Ligaspielen auf. Zu Spielzeitende wurde der vierte Platz belegt, wobei der BL-Absteiger Trainer Detlev Brüggemann zum 31. Oktober 1972 durch das Paar Max Michallek und Dieter Kurrat – Kurrat war selbst noch in 21 Ligaspielen aufgelaufen – ersetzt hatte. Auch in der Folgesaison lief es unter dem neuen Trainer János Bédl mit Platz sechs nicht besser. Schwarze hatte im letzten Jahr der alten zweitklassigen Regionalliga, 1973/74, 22 Ligaspiele absolviert. Dies reichte allerdings zur Qualifikation für die neu geschaffene 2. Bundesliga. Schwarze hatte in zwei Runden 38 Einsätze in der Regionalliga für die Schwarz-Gelben bestritten.
In den beiden folgenden Spielzeiten kam er in der 2. Liga zu mehr Einsatzzeiten: Er absolvierte 44 Spiele und erzielte zwei Tore und es gelang die Rückkehr in die Bundesliga. Platz zwei in der Nordstaffel der Liga berechtigte 1975/76 zum Relegationsspiel gegen den Zweiten der Südstaffel, den 1. FC Nürnberg. Schwarze absolvierte das Hin- und Rückspiel (0:1, 3:2) an der Seite von Mitspielern wie Horst Bertram, Lothar Huber, Helmut Nerlinger, Klaus Ackermann, Mirko Votava, Gerd Kasperski und Peter Geyer am 17. und 23. Juni über die volle Länge. Ins Aufstiegsjahr 1975/76 war Dortmund mit Trainer Otto Knefler gestartet, vom 1. Februar bis 1. März 1976 wurde er von Horst Buhtz abgelöst, ehe Otto Rehhagel die Runde beendete. In der Bundesliga war Schwarze lediglich Reservist und absolvierte zwei Bundesligaspiele in der Hinrunde gegen den FC Bayern München (3:3) und 1. FC Kaiserslautern (1:2).